# Новгородківська селищна територіальна громада
Новгородківська селищна громада — територіальна громада в Україні, у Кропивницькому районі Кіровоградської області. Адміністративний центр — селище Кам'янець. Не зважаючи на перейменування адміністративного центру, територіальна громада не була перейменована, оскільки наразі відсутні правові підстави і механізми для перейменування територіальних громад.
Площа громади — 998,7 км², населення — 14 831 мешканець (2020).

## Населені пункти
У складі громади 1 селище (Кам'янець) та 26 сіл:
- Бережинка
- Білозерне
- Білопіль
- Велика Чечеліївка
- Верблюжка
- Вершино-Кам'янка
- Веселе
- Воронцівка
- Дубівка
- Здорівка
- Інгуло-Кам'янка
- Козирівка
- Корбомиколаївка
- Куцівка
- Митрофанівка
- Новоандріївка
- Новомиколаївка
- Ольгівка
- Петрокорбівка
- Просторе
- Рибчине
- Ручайки
- Сотницьке
- Спасове
- Спільне
- Тарасівка